# シアル化糖鎖抗原KL-6
シアル化糖鎖抗原KL-6（シアルかとうさこうげんケーエルシックス、Sialylated carbohydrate antigen KL-6）は、MUC1上に存在しているシアル化糖鎖抗原の1つである。MUC1はムチンの1種であり上皮細胞系に発現する膜貫通型の糖タンパク質である。
1985年に広島大学の河野修興らによりヒト肺腺癌由来細胞株 (VMRC-LCR) をマウスに免疫する事で数種類のモノクローナル抗体が作成された。シアル化糖鎖抗原KL-6はその6番目の抗体によって同定された抗原である。

## 臨床検査的意義
KL-6は、間質性肺炎に特異度が高い検査値であり、間質性肺炎を診断する目的で臨床応用されている。また、活動性のある間質性肺炎では有意に高くなるので、間質性肺炎の活動性を測る視標としても意義がある。
人体では、KL-6はI型肺胞上皮細胞には発現せず、II型肺胞上皮細胞・呼吸細気管支上皮細胞・気管支腺細胞に発現している。間質性肺炎ではII型肺胞上皮細胞の過形成のためKL-6の発現量は多くなる。
正常肺でもKL-6は肺胞被覆液中に少量存在しているが、間質性肺炎ではII型肺胞上皮細胞の過形成のため肺胞被覆液での濃度が上昇する。また、炎症が起こっている事により血管透過性が向上し、肺胞被覆液中のKL-6は容易に血中に移行するため、間質性肺炎では血中のKL-6が上昇する。
KL-6, SP-A, SP-D, MCP-1は、肺間質の傷害を評価するうえで用いられるが、KL-6がもっとも感度、特異度にすぐれていたとの報告もある（KL-6の感度93.9%、特異度 96.3%）。

## 基準値
500U/mL以下

## 異常値
間質性肺炎、肺線維症、過敏性肺臓炎で有意に高値を示す。

## 論文中での名称
臨床検査項目としては、KL-6と呼ばれているが、学術論文ではKrebs von den Lungen-6と記載している。